# Tamás László (fazekas)
Tamás László (Szekszárd, 1923 – ?, 2017. március) fazekas, a népművészet mestere.

## Élete
Munkásságának három fő állomása: Szekszárd, Bátaszék, Kaposvár. A szakmai ismereteket Szülővárosában szerezte meg, s ez tevékenységében nyomot hagyott. Ugyanis a nagy hírű szekszárdi Tamás fazekas család sarja volt, aki nagybátyja, Tamás József műhelyében sajátította el a fazekasság alapismereteit, valamint a sárközi kerámiára jellemző stílusjegyeket. Itt tálakat, fazekakat készítettek és azokat a maguk gyártotta “gurgulával” díszítették. Az unokaöcs megtanulta nála a korongolás és a díszítés alapvető fogásait, de ismereteit tovább akarta fejleszteni, ezért az inasévek után 1940-ben továbbállt. 
Először Steig Istvánhoz szegődött. Az itt töltött két év hozzásegítette, hogy a fazekasságban ne csak a megélhetés forrását lássa, hanem kísérletező kedvének és kíváncsiságának is utat engedjen. Ennek köszönhető, hogy a fazekasság mellé a kályhás mesterséget is kitanulta Simontornyán, Lukács János kályhásmester műhelyében. A mester a kályhásság minden fortélyát elsajátíttatta vele, még az építést is. Nyolcévi tanulás után 1944-ben sikeres mestervizsgát tett mind a két szakmából. Ettől kezdve arra törekedett, hogy minél hamarabb megkezdhesse önálló tevékenységét saját műhelyben. Erre 1948-ban nyílt lehetősége, amikor Bátaszéken egy megüresedett fazekas házba költözött. Munkásságának ezt az első időszakát, a sárközi kerámia tömeggyártása határozta meg.
Innen került 1952-ben Kaposvárra, ahol a Fazekas Szövetkezetben megnyílt előtte a lehetőség elképzeléseinek valóra váltására. Korábbi ismereteit gyarapítva a sárközi fazekasság mellett figyelme a habán kerámia felé fordult. Étkészletein, patikaedényein, sörös kupáin, tányérjain, vázáin, gyertyatartóin főleg virágdíszeket alkalmaz. A habán edényeket ujjá formálja és bravúros ecsetkezeléssel művészivé emeli. Több mint negyedszázadon keresztül volt a Kaposvári Fazekas szövetkezet művészeti vezetője. 
1954-ben népi iparművész, 1956-ban a Népművészet Mestere. 2013-ban Magyar Bronz Érdemkereszt kitüntetést adományoztak számára.